# Froise
Froise is een gehucht in de Franse gemeente Quend in het departement Somme. Het ligt in het zuiden van de gemeente, zo'n 2,5 kilometer ten zuidwesten van het dorpscentrum van Quend.

## Geschiedenis
Oude vermeldingen van Froise gaan terug tot begin 13de eeuw. Op de 18de-eeuwse Cassinikaart is de plaats aangeduid als Froise.
Op het eind van het ancien régime op het eind van de 18de eeuw, toen de gemeenten werden gecreëerd, werd Froise ondergebracht in de gemeente Quend.
Châteauneuf · la Dune Fleurie · Froise · Monchaux · Quend · Quend-Plage · Routhiauville · Vieux Quend